# Исфаханска школа сликарства
Исфаханска школа сликарства и калиграфије односи се на уметничка дела која су настала у овом граду између 1597. године, када је постао сафавидска престоница, па до авганистанске инвазије, 1722. године.

## Настанак
Рано сафавидско сликарство представља спој традиција хератске и табришке школе сликања. Исфаханска школа је последња велика школа персијског минијатурног сликарства која је достигла свој врхунац почетком 17. века под покровитељством савафавидског владара Шаха Абаса I. Назив је добила касних педесетих година 20. века, у циљу идентификације и класификације персијског сликарства прве половине 17. века, а посебно дела Резе Абасија и његових ученика. Реза Абаси, водећи мајстор исфаханске школе, био је под великим утицајем казвинске школе портрета, посебно дела Садекија Бега
Исфаханска школа може се поделити у три фазе.
Прва фаза је карактеристична по радовима Садеки Бег Афшара, Резе Абасија и ученика који су следили његов метод укључујући Афзал Хосеинија и Моина Мосавара. У овој фази традиционални метод цртања из прошлости коришћен је са посебним особинама исфаханске школе.
У следећој фази ученици Реза Абасија, укључујући Мухамеда Касема, Мухамеда Јусуфа и Мухамеда Алија су направили одређене модификације његових метода. Та фаза се може посматрати као прелаз из традиције у модерност.
Трећа фаза појављује као еклектички метод комбинован од традиције и модерности који је преузет из европског сликарства, а који се манифестује у делима уметника као што су Али Колијебадар и Мухамед Заман.

## Карактеристике и стил
Минијатуре настале у исфаханској школи нису биле искључиво усмерене на украшавање и илустрацију књига. Главну атракцију овог периода представљају раскош и сјај. Слике прате живот на двору, племиће, предивне палате, сцене из битака и са гозби. Људи су нацртани у раскошним хаљинама и са лепим лицима. Репертоар тема обухвата идеализоване и елегантно обучене мушкарце и жене, као и фигуре старијих мушкараца у стању контемплације. Фигуре су често приказане у опуштеном положају са реквизитима као што су винске боце, пехари, књиге или други писани материјали, који представљају пехарнике, писаре и духовнике.
Портрети одређених утемељених типова, већ блиских поезији, сугеришу да повезивање са литерарном традицијом није у потпуности раскинуто, већ је изражено у другачијем сликарском маниру. Уметници су више пажње посвећивали општим стварима и избегавали непотребне детаље карактеристичне за школе из Херата и Табриза. Крајем сафавидске епохе под утицајем европског сликарства, у иранско сликарство улазе перспектива и сенчење.
Карактеристична особина исфаханског стила јесте његов формат који је подстакао развој нових техника и тематике. Уметници све више почињу да се фокусирају на индивидуалне цртеже и слике, од којих већина више није повезана са посебним текстом као што је случај са рукописним сликама. Могли су слободније да експериментишу са различитим техникама, посебно са извлачењем линија. Користећи и перо и четкицу, они су извијене и таласасте линије комбиновали са продуженим потезима који си истакнути испраним бојама. Њихови радови су се кретали од спонтано изражених нацрта до педантно изведених композиција и дале су нову слободу уметности цртања.
У исто време, нови формат је подстакао развој натуралистичког портретисања, и уметници своје моделе почињу да проналазе у обичним мушкарцима и женама.
И поред растуће популарности извлачења линија, сафавидски уметници 17. века нису се одрекли стварања раскошних рукописних илустрација и независног фигуралног сликарства. Спектар секундарних и терцијарних боја као што су пурпурна, наранџаста и боја земље уносе осећај ведрине дајући композицијама нову визуелну смелост. Многи радови из овог периода често су били потписани и датирани, што указује на све већи смисао уметника за самосталност.
Ремек-дело тог доба је Шахнаме (Краљева књига, позната као Хогтонова Шахнама) са 258 слика, које је најраскошније илустрована Шахнама у историји персијског сликарства.
Најпознатији сликар исфаханске школе био је Реза Абаси (1565—1635), позат као Ага Реза, који је повремено радио на двору шаха Абаса I. Чувен по препознатљивој употреби линија и хармоничих боја, његов стил је постао синоним за Исфахан и уметнички процват сафавидског периода у првој половини 17. века. Његов стил су опонашали његови ученици, и мада се никада нису изједначили са мајстором, до почетка 18. века створили су много изванредних радова. Међу најбољим ученицима Реза Абасија били су његов син Мухамед Шафи и Моин Мосавар. Афзал Хосеини, познатији као Афзал Туни, био је међу најобразованијим ученицима Резе Абасија, чији су радови често погрешно приписиване учитељу. Међутим, његов најплоднији и најпознатији ученик био је Моин Мосавар, који је био активан од 1630. до краја 17. века. Он је створио бројне једностране фигуралне композиције и допринео илустрацији неколико текстова. Током дуге каријере остао је веома доследан свом стилу избегавајући западњачке сликарске концепте који су постали веома омиљени међу његовим колегама. Традиционално, уметници попут Мухамеда Касема, Мухамеда Јусуфа и Мухамеда Алија, који су били активни између 1630—1650. године, такође су идентификовами као представници исфаханске школе, иако су деловали у другим средиштима, као што је Машхад.
Године 1640. један број исфаханских сликара пронашао је ново надахнуће у индијској уметности. Могул и декани сликарство донело је сафавидским уметницима, као што су Шејх Абаси и Бахрам Софракеш нове теме и сликарске конвенције, које су они усвојили и укључили у своје стваралаштво. Док је Абаси наставио да истражује могућности извлачења линија „индијанизираног” стила, Бахрамова природна флорална проучавања јасно су уобличена у другој половини 17. века (могулско сликарство).

## Европски утицај
Захваљујући великој заједници јерменских хришћана у Новој Џолфи, исфаханском предграђу, као и бројним посетиоцима сафавидског двора из Италије, Фландрије и Холандије, западно сликарство, цртежи и декоративни предмети постали су доступни у Исфахану. Присуство неколико европских сликара такође је допринело развоју „европеизоване” моде у сликању, најбоље изражене у делу Мухамеда Замана. Овај сликарски израз који је процветао у време шаха Сулејмана (1666—94), и шаха Султана Хусеина (1694—722), означава драматично одступање од традиционалнијег сликарског стила Резе Абасија и Мосавара. Селективно усвојивши западњачке сликарске идеје, као што је перспектива, сенчење и формат, сафавидски сликари су развили иновативни, хибридни стил који је одзвањао интернационализмом сафавидског двора крајем 17. века.